# Île Kerguelen (Loire)
Pour les articles homonymes, voir Kerguelen.
L'île Kerguelen est une île sur la Loire, en France.
L'île est située au milieu du fleuve, sur le territoire de la commune d'Ancenis-Saint-Géréon. Elle mesure 2,2 km de long et 440 m de large, pour une superficie de 56 ha.
L'île n'est pas reliée à la rive du fleuve par un pont.